# Cuerpo de Vigías de Banda del Río Salí
El Cuerpo de Vigías Municipales es una fuerza policial con jurisdicción en el municipio de Banda del Río Salí, Tucumán, Argentina. Creada en 2015, trabaja en conjunto con la policía provincial, bomberos, Policía Federal, Gendarmería Nacional y Servicio Penitenciario de Tucumán.

## Historia
El cuerpo de vigías de Banda del Río Salí fue creado el 4 de diciembre de 2015 durante la intendencia de Darío Monteros, con una partida inicial de 70 efectivos. Su función es prevenir el delito en conjunto a las fuerzas de seguridad provincial, advirtiendo sobre actos delictivos, vandálicos o accidentes viales y realizar aprehensiones hasta la acción de la policía de la provincia. Por esta razón no cuentan con armamento, solamente teniendo un tonfa cada uniformado y cámaras corporales los motorizados. En la actualidad, los vigías cuentan con 320 efectivos, 30 vehículos y 100 cámaras domos.
El 30 de junio de 2022 se sumó el cuerpo de vigía femenino, con 51 efectivos y se les entregó dos camionetas y bicicletas, además de cámaras de seguridad y motocicletas. Como complemento a la acción de los policías municipales, en 2020 se creó la app AlertaBRS, similar al Alerta Tigre, que permite comunicarse con el municipio sobre seguridad, salud, defensa civil y bomberos, alumbrado público, barrido y limpieza y hechos de violencia de género.